# Pelea frente al río en Montgomery
El 5 de agosto de 2023, tuvo lugar un altercado a gran escala en el muelle frente al río en el centro de Montgomery, Alabama. El incidente ganó una importante atención de los medios debido a su naturaleza violenta, el trasfondo racial y la historia racialmente cargada de Montgomery.

## Antecedentes e incidente
El 5 de agosto de 2023, alrededor de las 7:00 p. m., el barco fluvial Harriot II, con 227 pasajeros a bordo, regresó al muelle de Riverfront Park, en el río Alabama, en Montgomery, Alabama. En una entrevista con CNN, el capitán, un hombre blanco, del Harriot II, afirmó que el barco acababa de completar el crucero «de 5 a 7». El capitán explicó que un pontón amarrado impedía que la rampa de salida del Harriot II se alineara con el muelle. No había señales ni marcas que indicaran al propietario del pontón que el espacio estaba reservado para Harriott II.
El capitán del barco fluvial intentó que los operadores del pontón movieran su barco, pero no lo hicieron. Los pasajeros del Harriott II les gritaron que movieran el barco. Después de no lograr que los propietarios del pontón se movieran durante 45 minutos, el cocapitán afroestadounidense del Harriott II y un marinero blanco no identificado de 16 años fueron transportados al muelle para mover el pontón. El cocapitán proporcionó una declaración escrita a la policía, afirmando que desató el pontón del muelle «moviéndolo 3 pasos hacia la derecha», con la ayuda del marinero; luego fueron confrontados por los propietarios de los barcos.
El video del incidente muestra a individuos discutiendo con el cocapitán. Poco tiempo después fue agredido por un hombre blanco, que le gritó que no tocara el barco. Luego, los dos comenzaron a pelear, y otro hombre blanco y una mujer blanca del barco privado también atacaron al cocapitán. El video muestra que varios individuos, blancos y negros, intentaron separar a los involucrados en la agresión inicial. Un trabajador portuario blanco también fue agredido. La agresión inicial se disolvió en menos de un minuto.
Continuaron las discusiones y peleas con los trabajadores de Harriott II. Se filmó a un adolescente negro nadando a través del río hasta el muelle. Llegó al muelle después de que se desactivara la agresión inicial. Momentos después peleó con dos hombres blancos y empujó a una mujer blanca.
Cuando el Harriott II atracó, los miembros de la tripulación desembarcaron y se enfrentaron a los agresores iniciales, lo que provocó otro altercado. La hermana del cocapitán se vio involucrada en esta nueva pelea y el cocapitán «la agarró y la movió». En el Harriott II, los transeúntes y las personas relacionadas con la agresión inicial comienzan a discutir y golpearse entre sí. Un hombre negro usó una silla plegable para golpear a un hombre blanco y a una mujer blanca que había sido golpeada y derribada por varias mujeres negras. Algunos blancos fueron arrojados al río. Se contactó a la policía a las 7:00 p. m. y nuevamente a las 7:15 p. m., llegando al lugar alrededor de las 7:18 p. m.
Las líneas raciales predominantes en los combates dieron lugar a acusaciones de que los agresores tenían motivos raciales en su ataque. Los altercados quedaron captados en vídeo.

## Secuelas e investigación
Inmediatamente después de la pelea, 13 personas fueron detenidas e interrogadas, incluido el cocapitán que fue alcanzado por una pistola Taser de la policía, pero posteriormente liberado. El jefe de policía de Montgomery, Darryl J. Albert, confirmó las órdenes de arresto para tres hombres involucrados en el incidente.
Las órdenes de arresto se ampliaron luego a otra mujer y al hombre visto en video que golpeaba a personas con una silla. Los cinco se entregaron en la comisaría la semana siguiente.
La investigación se intensificó debido a las implicaciones raciales que rodearon la pelea. Si bien el altercado se produjo principalmente por motivos raciales, las investigaciones preliminares no encontraron pruebas suficientes para imputar cargos por delitos de odio. Sin embargo, el incidente ha reavivado las discusiones sobre la historia racial de Montgomery, especialmente dado el papel fundamental de la ciudad en la trata transatlántica de esclavos y el boicot de autobuses de Montgomery durante el movimiento por los derechos civiles.

## Reacción pública y cobertura mediática
El vídeo de la pelea rápidamente se volvió viral, atrayendo la atención nacional y provocando debates sobre las relaciones raciales en Montgomery.
El alcalde de la ciudad Steven Reed condenó la pelea, describió a los instigadores como «individuos imprudentes» y elogió la rápida respuesta del departamento de policía y los miembros de la comunidad.
En un artículo para el Montgomery Advertiser, la periodista Shannon Heupel detalló las reacciones positivas hacia el cocapitán. Un hombre negro de 16 años que vestía una camiseta azul que lo identificaba como miembro de la tripulación, identificado públicamente como «Aaren», fue apodado «Aquaman negro» después de que se lanzó desde Harriott II para defender al cocapitán. Sus acciones también fueron elogiadas.
La pelea fue relatada en la canción «Montgomery Brawl».